# Kristi Yamaguchi

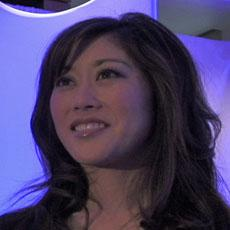
Kristi Yamaguchi under 2010 års vinterolympiad i Vancouver, Kanada

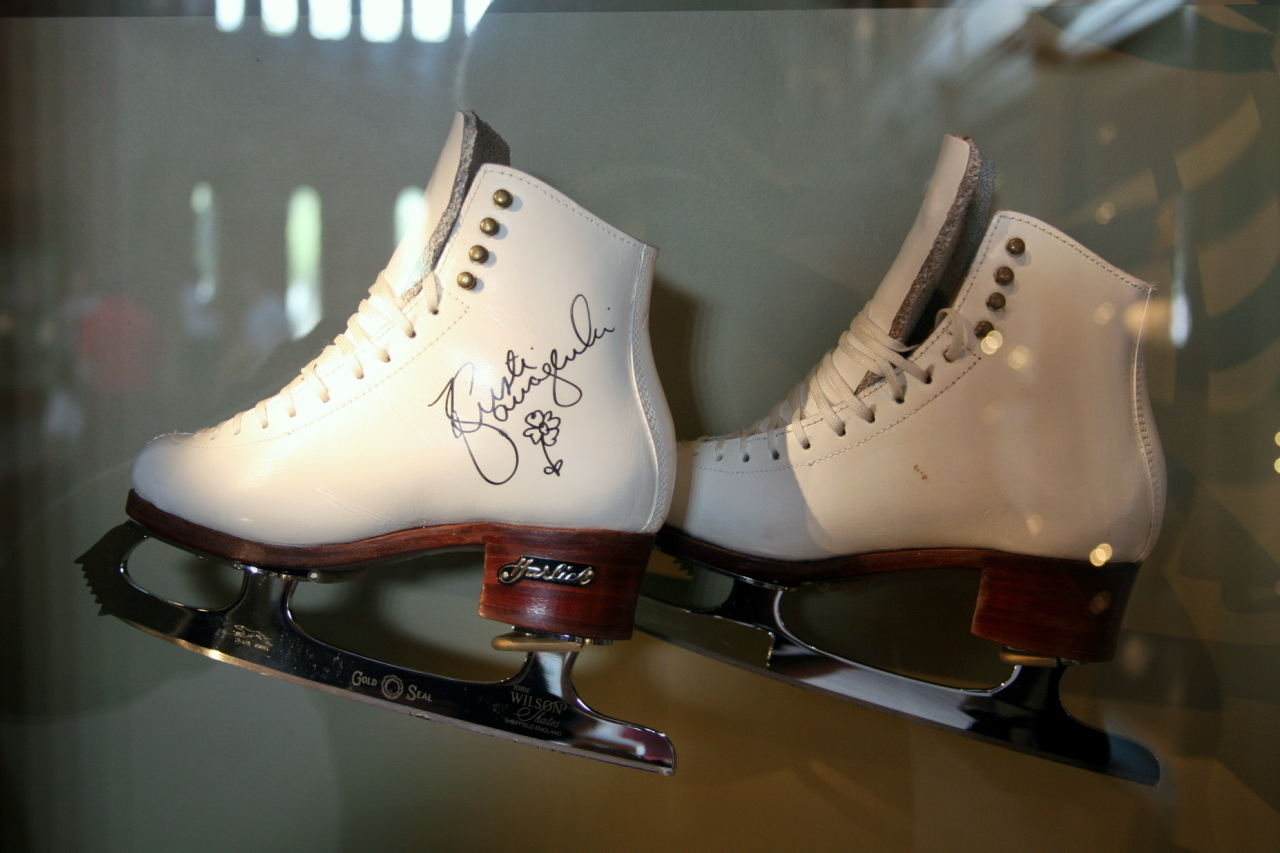

Kristine Tsuya "Kristi" Yamaguchi, född 12 juli 1971 i Hayward, Kalifornien, är en amerikansk före detta konståkare.
Yamaguchi blev olympisk mästare i konståkning vid vinterspelen 1992 i Albertville.
Yamaguchi är gift med den före detta professionella ishockeyspelaren Bret Hedican. Paret träffades under vinter-OS 1992.